# Distrito electoral de Eden (condado de Hitchcock, Nebraska)
Eden (en inglés: Eden Precinct) es un distrito electoral ubicado en el condado de Hitchcock en el estado estadounidense de Nebraska. En el Censo de 2010 tenía una población de 53 habitantes y una densidad poblacional de 0,57 personas por km².

## Geografía
Eden se encuentra ubicado en las coordenadas 40°18′1″N 101°16′38″O / 40.30028, -101.27722. Según la Oficina del Censo de los Estados Unidos, Eden tiene una superficie total de 93.66 km², de la cual 93.29 km² corresponden a tierra firme y (0.4%) 0.37 km² es agua.

## Demografía
Según el censo de 2010, había 53 personas residiendo en Eden. La densidad de población era de 0,57 hab./km². De los 53 habitantes, Eden estaba compuesto por el 90.57% blancos y el 9.43% eran de otras razas. Del total de la población el 16.98% eran hispanos o latinos de cualquier raza.